# Apteroscelio montanus
Apteroscelio montanus är en stekelart som beskrevs av Jean-Jacques Kieffer 1913. Apteroscelio montanus ingår i släktet Apteroscelio och familjen Scelionidae. Inga underarter finns listade.